# Guiné Equatorial nos Jogos Olímpicos de Verão de 2020
A Guiné Equatorial deverá competir nos Jogos Olímpicos de Verão de 2020 em Tóquio. Originalmente programados para ocorrerem de 24 de julho a 9 de agosto de 2020, os Jogos foram adiados para 23 de julho a 8 de agosto de 2021, por causa da pandemia COVID-19. Será a 10ª participação da nação nos Jogos Olímpicos de Verão desde sua estreia em 1984.

## Competidores
Abaixo está a lista do número de competidores nos Jogos.
| Esporte   | Masculino | Feminino | Total |
| --------- | --------- | -------- | ----- |
| Atletismo | 1         | 0        | 1     |
| Natação   | 1         | 1        | 2     |
| Total     | 2         | 1        | 3     |

## Atletismo
A Guiné Equatorial recebeu vagas de Universalidade da IAAF para enviar um atleta para os Jogos.
- Nota– As posições para os eventos de pista são em relação à bateria do atleta
- Q = Qualificado para a próxima fase
- q = Qualificado para a próxima fase como o perdedor mais rápido ou, em eventos de campo, pela posição sem atingir o alvo para qualificação
- NR = Recorde nacional
- N/A = Fase não aplicável para o evento
- Bye = Atleta não precisou disputar aquela fase

Eventos de pista e estrada
| Atleta          | Evento           | Eliminatória | Eliminatória | Semifinal | Semifinal | Final     | Final   |
| Atleta          | Evento           | Resultado    | Posição      | Resultado | Posição   | Resultado | Posição |
| --------------- | ---------------- | ------------ | ------------ | --------- | --------- | --------- | ------- |
| Benjamín Enzema | 1500 m masculino |              |              |           |           |           |         |

## Natação
A Guiné Equatorial recebeu vagas de universalidade da FINA para enviar os nadadores de melhor ranking (um por gênero) para seus respectivos eventos individuais nas Olimpíadas, baseado no Ranking de Pontos da FINA de 28 de junho de 2021.
| Atleta           | Evento               | Eliminatória | Eliminatória | Semifinal | Semifinal | Final | Final   |
| Atleta           | Evento               | Tempo        | Posição      | Tempo     | Posição   | Tempo | Posição |
| ---------------- | -------------------- | ------------ | ------------ | --------- | --------- | ----- | ------- |
| Diosdado Joaquín | 50 m livre masculino |              |              |           |           |       |         |
| Rita Ekomba      | 50 m livre feminino  |              |              |           |           |       |         |